# Флаг городского поселения Октябрьский (Московская область)
Флаг муниципального образования городское поселение Октя́брьский Люберецкого муниципального района Московской области Российской Федерации — опознавательно-правовой знак, служащий официальным символом муниципального образования.
Флаг утверждён 27 ноября 2008 года решением Совета депутатов городского поселения Октябрьский № 202/09 и 11 декабря 2008 года внесён в Государственный геральдический регистр Российской Федерации с присвоением регистрационного номера 4536.
26 октября 2012 года, решением Совета депутатов городского поселения Октябрьский № 148/10, по рекомендации Геральдической комиссии Московской области, название предыдущего решения изложено в следующей редакции: «Об установлении флага городского поселения Октябрьский Люберецкого муниципального района Московской области». Также, среди прочего, этим решением принято Положение «О флаге городского поселения Октябрьский Люберецкого муниципального района Московской области» в новой редакции.

## Описание
«Прямоугольное полотнище с отношением ширины к длине 2:3, состоящее из двух равновеликих горизонтальных полос: красной и зелёной, с фигурами герба городского поселения — белыми свитками, выходящими из верхнего и нижнего краёв и продетыми сквозь стилизованные жёлтые челноки».

## Обоснование символики
Флаг разработан на основе герба городского поселения Октябрьский, который языком геральдических символов в виде двух рулонов ткани и челноков показывает основное и старейшее предприятие городского поселения — фабрику имени Октябрьской Революции. Вокруг фабрики шло становление и развитие посёлка Октябрьский. И именно фабрика дала своё название посёлку, о чём на флаге говорит красный цвет.
В середине XVII века на территории, где расположено современное поселение Октябрьский, находилось село Семёновское, которое официально упоминается в архивном документе — «Земли Московской губернии Московского и Никитинского уезда XVIII века». Развитию села Семѐновское способствовало его выгодное расположение — недалеко от Коломенского тракта и Большой Касимовской дороги.
В 1712 году на левом берегу реки Пехорки, во времена Петра I был построен оружейный (палашный) завод. В 1740—1750-е годы оружейный завод был переоборудован в суконную фабрику в целях изготовления полотна для армии. В конце XIX века суконную фабрику купило товарищество «Горкинской мануфактуры» — купеческий дом Шурыгиных. На фабрике работали и жители села Семёновское, которое в 1890-е годы было переименовано в село Балятино. В 1912 году были открыты новые цеха, оснащённые 722 английскими автоматическими станками. Это была первая в России фабрика с новейшим технологическим оборудованием.
Развитие суконной фабрики способствовало активному жилищному строительству в посёлке Балятино. Было построено несколько многоэтажных и одноэтажных жилых домов, а также 2-этажная баня, где позднее был открыт стационар для рабочих.
В сентябре 1917 года Шурыгины продали фабрику золотопромышленнику Стахееву. После Октябрьской революции посёлок Балятино был переименован в посёлок Октябрьский, фабрика была национализирована, в 1921 году получила название — фабрика имени Октябрьской революции. Вокруг фабрики шло дальнейшее становление и развитие посёлка.
До 1962 года посёлок Октябрьский входил в состав Раменского района, в дальнейшем был включён в состав Люберецкого района. В 2005 году было образовано городское поселение Октябрьский Люберецкого муниципального района Московской области.
Красный цвет — символ труда, мужества, силы, красоты и праздника.
Неразрывную связь поселения с окружающей природой отражает зелёный цвет. Зелёный цвет — символ весны, радости, надежды, жизни.
Белый цвет (серебро) — символ чистоты, совершенства, мира и взаимопонимания.
Жёлтый цвет (золото) — символ урожая, богатства, стабильности, уважения и интеллекта.